# Buj (Russia)
Buj (anche traslitterato come Buy) è una cittadina della Russia europea centrale, situata nell'Oblast' di Kostroma.

## Geografia
Buj si trova un centinaio di chilometri a nordest del capoluogo Kostroma, alla confluenza dei fiumi Kostroma e Vëksa.

## Storia
Fondata nel 1536 sul luogo di preesistenti insediamenti della tribù Merja, ottenne lo status di città nel 1778 dalla zarina Caterina II, dal 1928 è capoluogo del Bujskij rajon.

### Evoluzione demografica
Fonte: mojgorod.ru
- 1897: 2 600
- 1939: 20 400
- 1970: 29 200
- 1989: 32 700
- 2002: 27 392
- 2006: 26 200